# Michael Müller (Dichter)
Michael Müller (* 1673 in Blankenburg im Harz; † 13. März 1704 auf Burg Schaubeck zwischen Steinheim an der Murr und Kleinbottwar im Landkreis Ludwigsburg in Baden-Württemberg) war ein deutscher Dichter, Hauslehrer und evangelisch-lutherischer Theologe.

## Leben und Wirken
Michael Müller studierte in Halle Theologie bei August Hermann Francke, der ihn auch dem Pietismus näher brachte. Nach seinem Studium ging Müller nach Stuttgart, wo er zunächst als Hauslehrer die Söhne des Leibmedicus Johann Georg Gmelin unterrichtete, darunter den späteren evangelischen Geistlichen Georg Ludwig Gmelin. Nachdem dessen Kinder die Schule besuchten, versuchte Gmelin Müller eine Pfarrstelle zu verschaffen, was jedoch an unterschiedlichen theologischen Auffassungen zwischen ihm und Oberhofprediger Johann Reinhard Hedinger scheiterte. Nach einer Zwischenstation in Esslingen kam Müller als Hauslehrer der Adelsfamilie Gaisberg auf die Burg Schaubeck und hielt dort auch Betstunden ab. Zum Lebensende erkrankte er und litt an Blutstürzen. Sein Lied Auf, Seele, auf und säume nicht steht im Evangelischen Gesangbuch (Nr. 73) und im Evangelisch-Lutherischen Kirchengesangbuch² der SELK (Nr. 394).

## Werke (Auswahl)

### Bücher
- Die Psalmen Davids, 1700[2]

### Liedtexte
- Auf, Seele, auf und säume nicht
- Auf, Seele, auf zu deiner Zeit
- Der Herr, der ist mein Hirt
- Gott, der große Himmelskönig